# 駐在警官・川久保篤シリーズ
『駐在警官・川久保篤シリーズ』（ちゅうざいけいかん・かわくぼあつしシリーズ）は、佐々木譲による日本の警察小説のシリーズ。

## 概要
「道警シリーズ」と同じく、道警不祥事後の北海道警察を舞台としている。「道警シリーズ」は、不祥事により活発化した人事異動が原因でベテラン捜査員が消えた道警本部を舞台とした物語であるが、本作は、長年刑事課盗犯係に勤めた主人公・川久保篤が、十勝の志茂別駐在所に異動となり、一人奮闘する物語である。
作者は当初、読み切りとして第1作「逸脱」を書き上げた。シリーズ化が決定した時は、人口わずか6000人の町で起こる事件には限りがあるため、小さな町の駐在を主人公にしてしまったことを後悔したという。

## 登場人物
川久保 篤（かわくぼ あつし）
本作の主人公。滝川署を皮切りに、札幌西署刑事課盗犯係、札幌豊平署刑事課強行犯係と、専門性のある部署で経験を積んできたが、道警が起こした不祥事による大異動に巻き込まれ、北海道警察本部釧路方面・広尾警察署志茂別町駐在所に異動となった。階級は巡査部長。年齢は50代であることが示唆されている（70代の吉倉より20歳ほど年下とのこと）。
いわゆる「刑事の勘」で犯罪の可能性を見逃さないが、制服警官であるため捜査の第一線には加わることが出来ない。しかし、そんな制約などものともせず事件の真相を暴くべく行動するため、吉倉や係長たちには煙たがられている。時には課長の判断に対しても反論することがあった。一方で理性的な面も持っており、母子家庭の女性（母）の美貌に魅了されたと自覚した時は、深入りせずわざと距離を開けることで過ちを犯さないよう心掛けていた。正義感の強い性格であるが、怒りに駆られ非情な手段に出ることもある（ただしこれが描かれたのは最初の一回のみ）。
妻と2人の娘がいる。駐在所勤務には家族の助けが必要だが、下の娘が私立高校に入学したばかりだったため、家族を札幌に残しての単身赴任を選択した。これが通ったのは、上記の異動により退職者が相次いだため、当時の上司が川久保の退職を危惧したため（部下を退職させるのは無能上司の証とされている）。そのため上司も渋々単身赴任を認めたという。
コーヒーにはこだわりがあり、月に1回、札幌の妻にコーヒーショップの自家焙煎のコーヒー豆を送ってもらっている。これが川久保にとって贅沢となっている。
最終巻となる『暴雪圏』では群像劇のため川久保の出番は少なかったが、その正義感と行動力を以って職務をやり遂げた。
片桐 義夫（かたぎり よしお）
志茂別町で35年間郵便局員として働いてきた、町のデータベースのような男。日中は大抵町の福祉会館（身障者用の施設）の娯楽室で詰め碁をしているが、特に身障者である描写はない。不愛想のように見えるが面倒見はよく、赴任したばかりで右も左もわからない川久保に何度もアドバイスを送っている。
『暴雪圏』ではわずかにしか登場せず、ストーリーには関わらない立場だった。
TVドラマ版では防犯協会の役員という設定。
吉倉 忠（よしくら ただし）
地域の人たちで組織された防犯協会の会長。年齢70代。酒好きの中年で川久保より20歳は上だという。実家は農業を営んでいたが町の近郊に土地を持っており、吉倉忠の代で不動産屋へと転身。一転して権力者となった。町議の後援会副会長なども務めており、所轄の署長に圧力をかけて交通違反程度ならもみ消すことができるという。
15年間ただの一度も性犯罪やそれに類する犯罪の発生件数が0で、健全な町と認識されてきたが、実態は、協会ぐるみで事件を警察に届けずに解決してきた。器物破損や暴力沙汰などは賠償金を支払わせ、それ以上の悪事なら村八分にして追い出すなどして対処してきた。それは「犯罪を起こさせないため」ではなく「犯罪者の存在を隠蔽する」ためであった。
始めは川久保に友好的だったが、意のままにならないことから次第に対立するようになっていく。特に『感知器』から川久保と防犯協会の対立が根深いものとなった。
『暴雪圏』には未登場。
TVドラマ版では川久保に対し友好的で、気さくな中年男性として描かれておりコメディリリーフを担う善人として描かれている。

## シリーズ一覧
- 制服捜査（短編）
  - 単行本：2006年3月、新潮社、ISBN 978-4-10-455504-8
  - 文庫本：2009年2月、新潮文庫、ISBN 978-4-10-122321-6、巻末解説 村上貴史
  - 収録作品：「逸脱」「遺恨」「割れガラス」「感知器」「仮装祭」
- 暴雪圏（長編）
  - 単行本：2009年02月、新潮社、ISBN 978-4-10-455507-9
  - 文庫本：2011年12月、新潮文庫、ISBN 978-4-10-122324-7